# امریکن سنتری
امریکن سنتری (انگلیسی: American Century) شرکت خدمات مالی آمریکایی است، که در سال ۱۹۵۸ تأسیس شد.